# Centro de Medicina das Forças Armadas (Suécia)
O  Centro de Medicina das Forças Armadas  (em sueco  Försvarsmedicincentrum , também designado pela sigla  FömedC ) é uma unidade das Forças Armadas da Suécia estacionada em Gotemburgo, no Sul da Suécia.

Esta unidade está vocacionada para apoiar as Forças Armadas da Suécia  na função de desenvolver competências e formar quadros da medicina militar, assim como adquirir, armazenar e fornecer medicamentos e material médico.